# Picassotryckare
Picassotryckare (Rhinecanthus aculeatus) är en fisk som lever i korallrev i Indiska oceanen och Stilla havet. Picassotryckaren har fått sitt namn efter konstnären Pablo Picasso. Den kan bli upp till 30 cm lång (de flesta exemplar är däremot cirka 15 cm långa) och lever på småfiskar, sjöborrar, kräftdjur, alger, blötdjur och koraller.
Utbredningsområdet sträcker sig från östra Afrika och Röda havet till södra Japan, Tuamotuöarna, Marquesasöarna, Hawaii och norra Australien.